# Grinding Stone
Grinding Stone je debutové studiové album britského rockového kytaristy a zpěváka Gary Moora, vydané v roce 1973.

## Seznam skladeb
Všechny skladby napsal Gary Moore.
1. „Grinding Stone“ (instrumentální, 9:38)
2. „Time to Heal“ (6:19)
3. „Sail Across the Mountain“ (6:58)
4. „The Energy Dance“ (instrumentální, 2:29)
5. „Spirit“ (17:14)
6. „Boogie My Way Back Home“ (5:41)

## Sestava
- Gary Moore – kytara, zpěv
- Frank Boylan – baskytara
- John Curtis – baskytara
- Philip Donnelly – kytara
- Pearse Kelly – bicí, perkuse
- Jan Schelhaas – klávesy